# Vincent (film)
Pour les articles homonymes, voir Vincent.
Pour plus de détails, voir Fiche technique et Distribution.
Vincent est un court-métrage d'animation produit, écrit et réalisé par Tim Burton, sorti en 1982.

## Synopsis
Vincent Malloy est un petit garçon de 7 ans, qui n'a qu'un seul rêve : être Vincent Price, acteur à la voix ténébreuse coutumier des films d'épouvante. C'est ainsi que, sous son apparence d'enfant bien élevé, c'est un grand amateur de la littérature d'Edgar Allan Poe et il rêve de transformer son chien en zombie, faire de sa tante une poupée de cire et il imagine aussi vérifier si son épouse enterrée vivante est bien morte.

## Fiche technique
- Réalisation : Tim Burton
- Scénario : Tim Burton
- Musique : Ken Hilton
- Direction de la photographie : Victor Abdalov
- Décors : Tim Burton
- Animation : Stephen Chodio
- Sculpture : Rick Heinrichs
- Direction technique : Stephen Chiodo
- Production : Rick Heinrichs
- Budget : 60 000 $
- Pays de production :  États-Unis
- Langue originale : anglais
- Format : noir et blanc - 35 mm

## Distribution
- Vincent Price (VF : Henri Virlogeux) : le narrateur

## Commentaires
Dès son premier court-métrage de moins de six minutes, la passion de Tim Burton pour Edgar Allan Poe et les trucages réalisés artisanalement vont apparaître, conditionnant une bonne partie de son œuvre future. Dans ce court-métrage, largement autobiographique, le cinéaste semble réaliser un volontaire retour aux sources. D’abord, Vincent est un petit film muet, et en noir et blanc, comme les premières bandes de cinéma, une sorte de nouvelle cinématographique. En outre, l’histoire est narrée et non vécue par un personnage, comme souvent dans les nouvelles de Poe. Puis, son sujet traite de sa propre enfance, partagée entre les films avec Vincent Price et les lectures incessantes de l’œuvre d’Edgar Poe. Le fait que Price ait accepté d’être le narrateur renforce un peu plus le lien entre l’écrivain et le cinéaste. Il fait office de soudure car il a joué, sous la direction de Roger Corman, dans sept films basés sur les nouvelles de Poe. Deux des plus célèbres créations de Poe sont présentes : La Chute de la maison Usher est évoquée sans être nommée, et Le Corbeau est cité à deux reprises. Ce dernier semble d’ailleurs être la source d’influence majeure de Vincent car d’une part le film est en vers, d’autre part il s’achève sur la dernière phrase du Corbeau. Tout comme Le Corbeau, réalisé par Roger Corman.
Il faut également évoquer l'influence du cinéma expressionniste allemand. Tim Burton réalise un court-métrage en noir et blanc, et donc a la possibilité de travailler le contraste entre l’ombre et la lumière. Ainsi, nous pouvons voir Vincent, dans sa chambre, éclairé par le haut. Cela a pour effet de resserrer notre regard sur ce que le cinéaste veut que nous regardions. Avec son architecture brisée, ses lumières rasantes uniquement centrées sur Vincent, ses contrastes entre ombre et lumière, le premier travail artistique de Burton porte incontestablement la marque de ses influences littéraires et cinématographiques, mais trahit également l'impact du cinéma expressionniste. Le cinéaste le dit lui-même : « Ce qui lui confère cette tonalité expressionniste, c'est qu'il a été tourné en noir et blanc, dans un esprit gothique/Vincent Price » .
C'est avec Vincent que Tim Burton commence à utiliser ces thèmes de prédilections. L'esthétique particulière des films de Tim Burton est également présente et sera reprise dans les créatures et les ombres de Pee-Wee Big Adventure ou de Beetlejuice. Un aperçu du visage de Victoria dans Les noces funèbres est également présent, ainsi que la porte caduque que l'on retrouve dans Beetlejuice à plusieurs reprises : dans le couloir et lors de la transformation de la cheminée pour le mariage de Winona Ryder et de Michael Keaton.
Le personnage de Vincent ressemble étrangement à Tim Burton. On peut considérer aussi que le personnage de Victor des Noces Funèbres est en quelque sorte la version adulte de Vincent… Une allusion est également faite dans le film lorsque le père de Victoria fait la confusion entre le prénom Victor et Vincent.

## Autour du film
- Le film reçoit des prix au festival de Chicago et à celui d'Annecy (prix de la critique du Festival international du film d'animation d'Annecy).
- Vincent est sorti en complément de programme de L'Étrange Noël de Monsieur Jack.
- Vincent Price prête sa voix comme narrateur dans la version originale. En version française, c'est Henri Virlogeux qui est le narrateur.
- Tim Burton a utilisé la technique de l'animation image par image avec des marionnettes. Il réutilisera cette technique pour son film Les Noces funèbres (Mike Johnson, Tim Burton) et L'Étrange Noël de Monsieur Jack (Henry Selick).
- Il a été rediffusé au festival d'Annecy 2006 alors que Tim Burton recevait un prix spécial pour toute sa carrière.
- Le film Frankenweenie (2012) de Tim Burton reprend des éléments de Vincent.